# Rio Cercado
O rio Cercado é um curso de água que banha o estado do Paraná.